# Orzysz (gemeente)
De gemeente Orzysz is een stad- en landgemeente in het Poolse woiwodschap Ermland-Mazurië, in powiat Piski.
De zetel van de gemeente is in Orzysz.
Op 30 juni 2004 telde de gemeente 9623 inwoners.

## Oppervlakte gegevens
In 2002 bedroeg de totale oppervlakte van gemeente Orzysz 363,49 km², waarvan:
- agrarisch gebied: 33%
- bossen: 38%

De gemeente beslaat 20,46% van de totale oppervlakte van de powiat.

## Demografie
Stand op 30 juni 2004:
| Omschrijving                   | Totaal | Totaal | Vrouwen | Vrouwen | Mannen | Mannen |
| ------------------------------ | ------ | ------ | ------- | ------- | ------ | ------ |
| eenheid                        | aantal | %      | aantal  | %       | aantal | %      |
| inwoners                       | 9623   | 100    | 4783    | 49,7    | 4840   | 50,3   |
| bevolkingsdichtheid (inw./km²) | 26,5   | 26,5   | 13,2    | 13,2    | 13,3   | 13,3   |

In 2002 bedroeg het gemiddelde inkomen per inwoner 1308,84 zł.

## Plaatsen
Chmielewo, Cierzpięty, Czarne, Dąbrówka, Drozdowo, Dziubiele, Gaudynki, Golec, Gorzekały, Góra, Górki, Grądy, Grzegorze, Kamieńskie, Klusy, Matyszczyki, Mikosze, Nowa Wieś, Nowe Guty, Odoje, Ogródek, Okartowo, Osiki, Pianki, Rostki Skomackie, Stefanowo, Strzelniki, Suchy Róg, Szwejkówko, Tuchlin, Ublik, Wężewo, Wierzbiny, Zastrużne, Zdęgówko.

## Aangrenzende gemeenten
Biała Piska, Ełk, Mikołajki, Miłki, Pisz, Stare Juchy, Wydminy